# 裸足の女神
「裸足の女神」（はだしのめがみ）は、日本の音楽ユニット・B'zの楽曲。1993年6月2日にBMGルームスより13作目のシングルとして発売された。

## 概要
前作『愛のままにわがままに 僕は君だけを傷つけない』から約3か月ぶりに発売されたシングル。『ALONE』の頃から使われたB'zロゴマークの最後のシングル。
オリコンチャートでは、当時のビーイングブームに乗り2週連続の1位を獲得。前作に続き2作連続の初動70万枚越えとなり、累計売上は再発盤との合算で173.6万枚を記録している。ピンク・レディーの5作連続ミリオンセラーを破り、6作連続のミリオンヒットとなった。1993年の年間シングルチャートでも5位（前作が2位）となり、前作と共にトップ10入りを果たした。B'zの中で、売上が4番目に多いシングルである。
2003年3月26日にリマスタリング、12cm化で再発売された。

## 収録曲
| 全作詞: 稲葉浩志、全作曲: 松本孝弘、全編曲: 松本孝弘・明石昌夫。 |                |          |            |      |
| #                                                                | タイトル       | 作詞     | 作曲・編曲 | 時間 |
| 1.                                                               | 「裸足の女神」 | 稲葉浩志 | 松本孝弘   | 4:28 |
| 2.                                                               | 「KARA・KARA」 | 稲葉浩志 | 松本孝弘   | 3:46 |
| 合計時間:                                                        | 合計時間:      | 8:14     |            |      |

## 楽曲解説
1. 裸足の女神
  - 前作のシングルと同時期に制作されており[6]、1993年に行われた『B'z LIVE-GYM '93 "RUN"』でも演奏された。
  - 前作同様オリジナル・アルバムには未収録となり、1998年のベスト・アルバム『B'z The Best "Pleasure"』でアルバム初収録となった。
  - テレビ番組では長らく披露されていなかったが、『B'z The Best XXV 1988-1998』及び『B'z The Best XXV 1999-2012』のプロモーションで出演した2013年6月14日放送のテレビ朝日系『ミュージックステーション』[注釈 1]にて、「LOVE PHANTOM」「ultra soul」とのメドレーで、発売から20年越しのテレビ初披露となった[8]。
  - ライブの定番曲の一つで、2020年に行われた無観客配信ライブ『B'z SHOWCASE 2020 -5 ERAS 8820-』のDay5内で行われた「B'z LIVE演奏回数ランキング」では、2020年時点で第5位を記録した[9][10]。
  - 2002年に行われた『B'z LIVE-GYM 2002 "GREEN 〜GO★FIGHT★WIN〜"』では、B'zの2人きりによるアコースティックバージョンで披露され、『B'z LIVE-GYM 2019 -Whole Lotta NEW LOVE-』や『SUMMER SONIC 2019』ではアコースティックパートを交えたアレンジで披露した[11][12]。
  - B'zのサポートメンバーも務めるシェーン・ガラースが、自身のアルバム『Primer』でカバーしている[13]。
2. KARA・KARA
  - オリジナル・アルバムには未収録であるが、マスト・アルバム『B'z The "Mixture"』にリミックスバージョンが収録されている。

## タイアップ
- トヨタ「カローラレビン」AE100/AE101後期型・CMソング（#1）

## 参加ミュージシャン
- 松本孝弘:ギター、全曲作曲・編曲
- 稲葉浩志:ボーカル、全曲作詞
- 明石昌夫:ベース、全曲編曲
- 青山純:ドラム
- 古村敏比古:サクソフォーン（#2）
- MARCY (EARTHSHAKER):コーラス（#1）
- 大黒摩季:コーラス（#1）
- B+U+M

## 収録アルバム
裸足の女神
- B'z TV STYLE II Songless Version（TV STYLE）
- B'z The Best "Pleasure"
- B'z The Best "ULTRA Pleasure"
- B'z The Best XXV 1988-1998

KARA・KARA
- B'z The "Mixture"（-Mixture mix-）

## ライブ映像作品
裸足の女神
- LIVE RIPPER
- "BUZZ!!" THE MOVIE（DVD版のみ）
- a BEAUTIFUL REEL. B'z LIVE-GYM 2002 GREEN 〜GO★FIGHT★WIN〜（アコースティックバージョン）
- Typhoon No.15 〜B'z LIVE-GYM The Final Pleasure "IT'S SHOWTIME!!" in 渚園〜
- B'z LIVE-GYM Hidden Pleasure 〜Typhoon No.20〜
- B'z LIVE-GYM Pleasure 2008 -GLORY DAYS-
- B'z LIVE-GYM 2011 -C'mon-
- B'z LIVE-GYM 2001 -ELEVEN-
- B'z COMPLETE SINGLE BOX（特典DVD）
- DINOSAUR（特典DVD・Blu-ray Disc）
- B'z LIVE-GYM Pleasure 2018 -HINOTORI-
- B'z LIVE-GYM 2019 -Whole Lotta NEW LOVE-
- B'z SHOWCASE 2020 -5 ERAS 8820- Day1〜5
- B'z LIVE-GYM 2022 -Highway X-

## その他
ビーイングブームを象徴する出来事として、本作が2週目の1位を獲得した6月21日付けオリコンチャートでは上位5位をビーイング勢が独占した。
| 順位 | 曲名                   | アーティスト                           |
| ---- | ---------------------- | -------------------------------------- |
| 1位  | 裸足の女神             | B'z                                    |
| 2位  | 果てしない夢を         | ZYYG,REV,ZARD&WANDS featuring 長嶋茂雄 |
| 3位  | 揺れる想い             | ZARD                                   |
| 4位  | 君が欲しくてたまらない | ZYYG                                   |
| 5位  | 夏を待ちきれなくて     | TUBE                                   |